# Neosinocythere acupunctata
Neosinocythere acupunctata is een mosselkreeftjessoort uit de familie van de Hemicytheridae. De wetenschappelijke naam van de soort is voor het eerst geldig gepubliceerd door Brady.